# Amycle brevis
Amycle brevis  (лат.) — вид полужесткокрылых насекомых из семейства фонарницы.

## Распространение
Центральная Америка: Мексика.

## Описание
Мелкого и среднего размера фонарницы, отличающиеся необычной формой головы и окраской крыльев. Длина тела 13 — 14 мм, основная окраска оранжево-коричневая. Голова с выступом треугольной формы.
Головной выступ дорзо-вентрально сплющенный (сверху плоский, снизу выпуклый). Задние голени с 4-5 шипиками. Вид был впервые описан в 1991 году американским энтомологом Луисом Б. О’Брайеном (Lois B. O’Brien; Entomology, Florida A & M University, Таллахасси, Флорида, США).